# Kirkcaldy
Kirkcaldy este un oraș portuar în Scoția. El se află pe coasta de est pe malul fiordului Firth of Forth vizavi de Edinburgh. Orașul are în anul 2004 o populație de 47.090 loc. el fiind cel mai mare oraș din regiunea Fife.

## Istoric
Denumirea orașului Kirkcaldy, provine probabil din engleză care ar însemna fortăreață, sau din scoțiană ce ar însemna biserică. Kirkcaldy este amintit pentru prima oară în cronica bătăliei de la Raith din anul 596, bătălie care a avut loc probabil la vest de oraș. În 1364 localitatea a fost dăruită călugărilor de la Dunfermline Abbey. La sfârșitul secolului XIX Kirkcaldy este centrul mondial al producerii linoleumului, azi orașul a devenit un centru comercial și al industriei moderne.

## Personalități locale

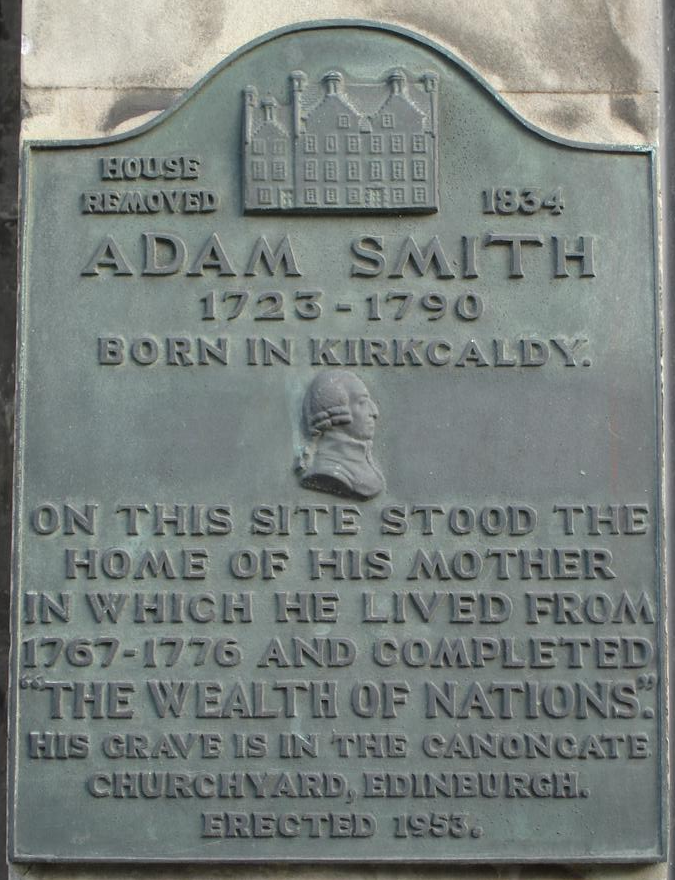
Placă comemorativă a lui Adam Smith care a scris The Wealth Of Nations

- Robert Adam (1728-1792), architect
- Guy Berryman (* 1978), bassist în trupa Coldplay
- Gordon Brown, primministru britanic - născut în Glasgow, a copilărit în Kirkcaldy
- Sir Sandford Fleming (1827-1915)
- Val McDermid (* 1955), autoare de romane polițiste
- Bob Ross, (* 1954), dirijor
- Adam Smith (1723-1790), "părintele economiei libere"
- John Thomson, (1909-1931), fotbalist
- Sir Ronald Munro-Ferguson, 1. Viscount Novar (1860-1934), al 6. guvernator general din Australia
- John Thomas "Jocky" Wilson (* 1950), jucător și campion de Dart
- Aileen Paterson, scriitoare de literatură pentru copii

## Orașe înfrățite
- Ingolstadt (Germania) din 1962